# Juan Ponce de León
Juan Ponce de León (/ˈpɒns də ˈliən/ phát âm tiếng Tây Ban Nha: [ˈponθe ðe leˈon]; 1474 - tháng 7 năm 1521) là một nhà thám hiểm người Tây Ban Nha. Ông đã trở thành Thống đốc đầu tiên của Puerto Rico dưới sự chỉ định của hoàng gia Tây Ban Nha. Ông đã dẫn đầu cuộc thám hiểm châu Âu đầu tiên đến Florida, mà ông đặt tên. Ông được gắn liền với truyền thuyết Suối nguồn Tuổi trẻ, rất nổi tiếng ở Florida. Ngày nay, Caparra, khu định cư Tây Ban Nha trên đảo Puerto Rico do ông thành lập năm 1508 được tuyên bố là Danh lam Lịch sử Quốc gia Hoa Kỳ.

## Cuộc đời

### Tây Ban Nha
Juan Ponce de León được sinh ra trong làng Santervás de Campos ở tỉnh Valladolid, miền bắc Tây Ban Nha. Mặc dù nhiều nhà sử học cho rằng ông sinh ra năm 1475, nhưng những bằng chứng gần đây cho thấy ông có thể đã được sinh ra trong năm 1474. Phả hệ gia đình của ông là cực kỳ khó hiểu và không có bằng chứng. Không có sự nhất trí về cha mẹ của ông nhưng có vẻ như rằng ông là một thành viên của một gia đình quý tộc. Và cũng có thể. Thân nhân của ông bao gồm Rodrigo Ponce de León, Quân công Cádiz một nhân vật nổi tiếng trong các cuộc chiến tranh Moor.
Ponce de León là cũng liên quan đến một gia đình đáng chú ý khác, Núñez de Guzman, là một người đàn ông trẻ, ông phục vụ như là điền chủ Pedro Núñez de Guzmán, hiệp sĩ của Dòng Calatrava. Một nhà viết sử đương đại lớn, Gonzalo Fernández de Oviedo y Valdés, cho rằng, nơi mà Ponce de León đã trở thành một người lính có kinh nghiệm chiến đấu trong chiến dịch Tây Ban Nha đánh bại người Moor ở Granada và hoàn thành cuộc chinh phục Tây Ban Nha vào năm 1492.

### Đến Tân Thế giới
Một khi các cuộc chiến tranh chống lại các Tiểu vương quốc Granada kết thúc, không có dấu hiệu rõ ràng cho thấy mình cần phục vụ trong quân đội ở nhà, vì vậy, giống như nhiều người cùng thời với ông, cơ hội tiếp theo của ông chỉ có thể là đi ra nước ngoài. Trong tháng 9 năm 1493, một số 1.200 thủy thủ, thực dân, chiến sĩ, đã theo Cristoforo Colombo trong chuyến đi thứ hai của ông đến Tân Thế giới. Ponce de León là một thành viên của đoàn thám hiểm này, một trong 200 "tình nguyện viên".
Hạm đội đến vùng biển Caribe trong tháng 11 năm 1493. Họ đã đến thăm một số hòn đảo trước khi đến điểm đến chính của họ tại Hispaniola. Đặc biệt, họ neo trên bờ biển của một hòn đảo lớn người dân địa phương gọi là Boriquen nhưng cuối cùng sẽ được biết đến với cái tên Puerto Rico. Đây là cái nhìn đầu tiên của Ponce de León, nơi mà ông có thể đóng một vai trò quan trọng trong tương lai.
Các nhà sử học chưa chắc chắn về những gì ông đã làm trong vài năm tới, nhưng nó là có thể ông trở về Tây Ban Nha tại một số điểm và thực hiện theo cách của mình trở lại Hispaniola với Nicolás de Ovando.

### Hispaniola
Năm 1502, thống đốc mới được bổ nhiệm, Nicolás de Ovando, đến Hispaniola. Chỉ thị dành cho ông từ Hoàng gia Tây Ban Nha là để mang lại trật tự một thuộc địa trong tình trạng lộn xộn. Một trong những ưu tiên của Ovando là để hoàn thành cuộc chinh phục người bản địa Taínos. Năm 1504, khi một đội quân đồn trú Tây Ban Nha nhỏ bị đánh úp bởi người Taínos từ Higüey ở phía đông của đảo, Ponce de León chỉ định một vai trò quan trọng trong việc nghiền nát cuộc nổi loạn này. Ovando phải được ấn tượng với Ponce de León, ông đã bổ nhiệm Ponce de León làm thống đốc vùng biên giới của tỉnh mới, Higüey. Ngoài ra, Ovando trao tặng ông một khoản trợ cấp đất đáng kể cùng với số lượng lớn lao động bản địa đủ để canh tác vùng đất mời của mình.
Ponce de León khởi sắc trong vai trò mới này. Ông tìm thấy một thị trường sẵn sàng dành cho nông sản và chăn nuôi của ông ở gần Boca de Yuma, nơi tàu Tây Ban Nha đã thực hiện một cuộc cung cấp cuối cùng trước khi thực hiện cuộc hành trình dài trở lại Tây Ban Nha. Năm 1505, ông được ủy quyền bởi Ovando để thiết lập một thị trấn mới ở Higüey, mà ông đặt tên Salvaleón.
Cùng một khoảng thời gian này, Ponce de León kết hôn với Leonora, con gái của chủ quán trọ. Họ có ba cô con gái, Juana, Isabel và Maria, và một con trai, Luis. Ông đã xây dựng một ngôi nhà đá lớn cho nhà phát triển một gia đình của mình mà vẫn còn sót lại tới ngày hôm nay gần thành phố Salvaleón de Higüey.

### Puerto Rico
Là thống đốc tỉnh, Ponce de León đã có dịp để tiếp cận với những người Taínos đã từng ghé tỉnh lân cận Puerto Rico. Họ kể với ông câu chuyện về một vùng đất màu mỡ với nhiều vàng được tìm thấy ở nhiều con sông. Lấy cảm hứng từ khả năng của sự giàu sang, Ponce de León đã yêu cầu và nhận được sự cho phép từ Ovando để khám phá hòn đảo nói trên.

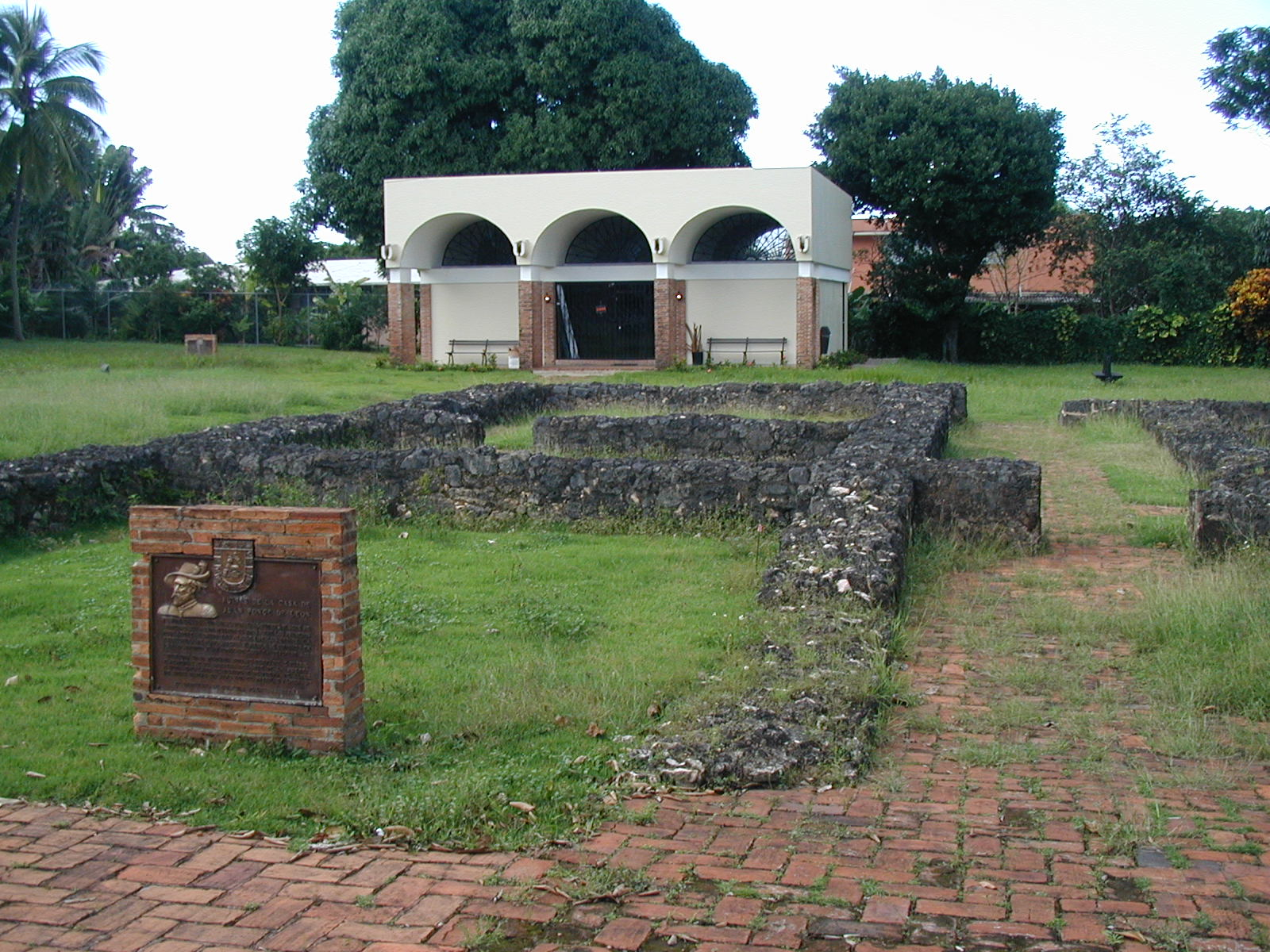
Tàn tích ngày nay tại địa điểm khảo cổ Caparra

Cuộc dò sát đầu tiên của ông trên đảo thường ngày đến năm 1508 nhưng không có bằng chứng rằng ông đã thực hiện một thăm dò trước đó và càng sớm như thế trước năm 1506. Chuyến đi này trước đó đã được thực hiện bí mật vì Hoàng gia Tây Ban Nha đã ủy nhiệm Vicente Yanez Pinzón đi khai hoang các hòn đảo trong năm 1505. Pinzón đã không hoàn thành trọng trách đó của ông và nó đã hết hạn năm 1507, để lại cơ hội rõ ràng cho Ponce de León.
Cuộc thăm dò trước đó của ông đã xác nhận sự hiện diện của vàng và đã cho ông một hiểu biết tốt về địa lý của đảo. Năm 1508, Ferdinand II của Aragon cho phép Ponce de León thực hiện một cuộc thám hiểm chính thức đầu tiên đến hòn đảo, mà người Tây Ban Nha sau đó được gọi là San Juan Bautista. Cuộc thám hiểm này, bao gồm khoảng 50 người trong một chiếc tàu, họ còn ở lại Hispaniola ngày 12 tháng sáu 1508 và cuối cùng neo trong vịnh San Juan, gần thành phố của San Juan. Ponce de León xâm nhập nội địa cho đến khi ông tìm thấy một khu vực phù hợp cách vịnh khoảng hai dặm. Tại đây ông dựng lên một nhà kho và một căn nhà kiên cố, tạo ra cuộc khai phá đầu tiên tại Puerto Rico,Caparra. Mặc dù một vài nông sản được trồng, họ dành phần lớn thời gian và năng lượng của họ để đi kiếm vàng. Đến đầu năm 1509, Ponce de León đã quyết định quay trở lại Hispaniola. Cuộc thám hiểm của ông đã thu thập một số lượng lớn kim loại quý, nhưng lại có số lượng ít thực phẩm và vật tư.